# Le Cher Disparu
Pour les articles homonymes, voir The Loved Ones.
Pour plus de détails, voir Fiche technique et Distribution.
Le Cher Disparu (titre original : The Loved One) est un film américain réalisé par Tony Richardson, sorti en 1965.

## Synopsis
Ayant gagné un billet d'avion, le jeune britannique Dennis Barlow s'envole pour Los Angeles afin de rendre visite à son oncle Sir Francis Hinsley qui travaille pour un studio d'Hollywood. Mais peu après, Hinsley est renvoyé et met fin à ses jours en se pendant. Devant organiser les obsèques, Dennis est incité par les membres de la communauté britannique locale, chère à son oncle, à dépenser l'argent de son héritage pour qu'il soit inhumé dans un cimetière de prestige, Whispering Glades (« Les Clairières Chuchotantes »).
Dennis fait ainsi la connaissance d'Aimee Thanatogenos, une jeune fille naïve qui travaille comme thanatopracteur au cimetière sous la direction de son supérieur, M. Joyboy, qui s'intéresse de près à elle sans qu'elle n'éprouve en retour de sentiments pour lui. Aimee est par contre fascinée par le Révérend Wilbur Glenworthy, le patron du cimetière, qu'elle voit comme un homme pieux et dévoué alors qu'il n'est en réalité qu'un homme d'affaires pour qui Whispering Glades est avant tout un moyen d'engranger de l'argent.
Dennis se fait embaucher dans un cimetière pour animaux dirigé par Henry Glenworthy, le frère du Révérend, lui aussi récemment viré des studios d'Hollywood. Il commence à faire la cour à Aimee en lui récitant des poèmes qui ne la laissent pas insensible. Il lui cache qu'il travaille au cimetière pour animaux qu'elle considère comme sacrilège, et lui propose de l'épouser. Aimee demande conseil par courrier au Gourou Brahmin, qui n'est en réalité qu'un piètre journaliste local. Ce dernier lui conseille d'abord de dîner avec M. Joyboy afin d'obtenir une promotion, mais elle est rapidement dissuadée d'aller plus loin en découvrant sa relation morbide avec sa mère obèse. Toujours sous les conseils du gourou, elle invite cette fois Dennis dans sa demeure, une maison restée en construction car bâtie sur un sol propice à des glissements de terrain.
Dennis et Henry font la connaissance de Gunther Fry, leur jeune voisin, un génie en herbe qui s'amuse à lancer des fusées. Lorsque M. Joyboy vient au cimetière pour enterrer le cadavre du mainate de sa mère, il aperçoit des livres de poésie et comprend que son rival amoureux est Dennis. Ce dernier lui propose des funérailles de luxe pour l'oiseau en l'envoyant dans l'espace dans une fusée. Joyboy accepte et amène Aimee avec lui à la cérémonie. Elle se rend compte alors avec horreur que Dennis travaille au cimetière pour animaux, sous l'œil amusé de Joyboy.
Le Révérend Glenworthy s'inquiète du futur de Whispering Glades dont tous les emplacements seront occupés en l'espace de quelques années. Avec son conseil d'administration, il propose de transformer le terrain en une résidence pour personnes âgées bien plus lucrative. Ne sachant d'abord comment gérer le problème des corps déjà enterrés, il entrevoit une solution lorsqu'il apprend que son frère utilise des fusées. Il soudoie des militaires en organisant une orgie à Whispering Glades afin d'obtenir en échange des surplus de l'armée. De son côté, Dennis apprend à Aimee que le cimetière sera bientôt fermé, mais elle refuse tout d'abord de le croire.
Aimee cherche conseil auprès de M. Joyboy, mais il est occupé à préparer la mise en orbite du corps d'un ex-astronaute surnommé « Le Condor ». Puis elle retrouve le Gourou Brahmin dans un bar, passablement éméché comme à son habitude, et qui lui conseille de se jeter par la fenêtre. Finalement, elle se rend auprès du Révérend Glenworthy qui ne peut que confirmer les dires de Dennis et lui propose un nouveau travail avec un salaire plus attrayant. Toutes ses illusions perdues, elle met fin à ses jours en se vidant de son sang sur une table mortuaire, celles-là mêmes sur lesquelles elle préparait ses clients.
Découvrant le cadavre d'Aimee, M. Joyboy contacte Dennis en lui demandant de l'enterrer discrètement au cimetière pour animaux afin d'éviter un scandale. Dennis accepte de l'aider à condition d'obtenir un billet d'avion en première classe pour retourner en Grande-Bretagne. Il demande aussi que le corps d'Aimee soit placé dans la fusée, et qu'à sa place ce soit celui du Condor qui soit enterré au cimetière pour animaux.
Les militaires assistent au lancement de la fusée mortuaire tandis que Dennis s'apprête à embarquer en première classe pour rentrer en Grande-Bretagne.

## Fiche technique
- Titre français : Le Cher Disparu
- Titre original : The Loved One
- Réalisation : Tony Richardson
- Scénario : Terry Southern et Christopher Isherwood d'après le roman The Loved One d'Evelyn Waugh
- Production: Filmways
- Producteurs : John Calley et Haskell Wexler
- Musique : John Addison
- Photographie : Haskell Wexler
- Direction artistique et costumes : Rouben Ter-Arutunian
- Montage : Hal Ashby et Brian Smedley-Aston
- Date de sortie :
  - États-Unis : 11 octobre 1965

## Distribution
- Robert Morse : Dennis Barlow
- Jonathan Winters  (VF : William Sabatier) : Révérend Henry Glenworthy / Révérend Wilbur Glenworthy
- Anjanette Comer (VF : Martine Sarcey)  : Aimee Thanatogenous
- Rod Steiger (VF : Roger Carel)  : M. Joyboy, le supérieur d'Aimee/Jolibois
- Dana Andrews  (VF : Jean-Claude Michel) : Général Buck Brinkman, le chef des Forces Aériennes
- Milton Berle  (VF : Michel Gatineau) : M. Kenton
- James Coburn (VF : Gabriel Cattand) : L'agent de la douane
- John Gielgud (VF : René Fleur) : Sir Francis Hinsley, l'oncle de Dennis
- Margaret Leighton  (VF : Lita Recio) : Helen Kenton
- Liberace (VF : Philippe Mareuil) : M. Starker, le vendeur de cercueils
- Roddy McDowall  (VF : Hubert Noel) : D.J. Jr
- Robert Morley (VF : Jean-Henri Chambois)  : Sir Ambrose Ambercrombie
- Barbara Nichols (VF : Claire Guibert) : Sadie Blodgett, la veuve du Condor
- Lionel Stander  (VF : Jean Clarieux) : Le Gourou Brahmin
- Robert Easton (VF : Jacques Balutin)  : Dusty Acres
- Warren J. Kemmerling : un colonel
- Bernie Kopell : L'assistant du Gourou Brahmin
- Alan Napier (VF : Jean Berton) : Un membre du club britannique
- Reta Shaw (VF : Hélène Tossy) : La patronne du Zomba Cafe où se produit Sadie Blodgett
- Paul Williams : Gunther Fry, Le jeune génie qui fabrique des fusées
- Claire Kelly (VF : Michèle Montel) : L'hôtesse des Frémissantes Clairières
- Asa Maynor (VF : Arlette Thomas) : Nikki, la secrétaire de D.J. Jr
- Ed Reimers (VF : Bernard Musson) : le pasteur
- Chick Hearn (VF : Michel Gudin) : Capitaine Todd Blodgett
- Don Haggerty : Haggerty
- Jamie Farr : Un serveur au club britannique (non crédité)

## Commentaires
Après la Seconde Guerre mondiale, l'écrivain britannique Evelyn Waugh se rend à Hollywood pour travailler à l'adaptation cinématographique de son roman Retour à Brideshead. Sur place, il assiste à un enterrement au Forest Lawn Memorial Park. Réalisant que l'industrie funéraire est tout aussi commerciale que celle du cinéma, il décide d'écrire le roman The Loved One dont s'inspire le film

### Revue de presse
- Alain Taleu, « Le Cher disparu », Téléciné no 129, Paris, Fédération des Loisirs et Culture Cinématographique (FLECC), juin-juillet 1966, p. 46-47,  (ISSN 0049-3287)